# Bielewicze (rejon brasławski)
Bielewicze (biał. Бе́левічы; ros. Белевичи) – wieś na Białorusi, w obwodzie witebskim, w rejonie brasławskim, w sielsowiecie Opsa.

## Historia
W dwudziestoleciu międzywojennym wieś leżała w Polsce, w województwie nowogródzkim (od 1926 w województwie wileńskim), w powiecie dziśnieńskim (od 1926 w powiecie brasławskim), w gminie Bohiń.
Według Powszechnego Spisu Ludności z 1921 roku wieś zamieszkiwały 134 osoby, 128 było wyznania rzymskokatolickiego, a 6 staroobrzędowego. Jednocześnie 32 mieszkańców zadeklarowało polską przynależność narodową a 102 litewską. Były tu 24 budynki mieszkalne. W 1931 w 24 domach zamieszkiwało 140 osób.
Miejscowość należała do parafii rzymskokatolickiej w Dalekiem. Podlegała pod Sąd Grodzki w Opsie i Okręgowy w Wilnie; właściwy urząd pocztowy mieścił się w Bohiniu.